# Fort Bragg (Californië)
Fort Bragg is een plaats (city) in de Amerikaanse staat Californië, en valt bestuurlijk gezien onder Mendocino County.

## Demografie
Bij de volkstelling in 2000 werd het aantal inwoners vastgesteld op 7026.
In 2006 is het aantal inwoners door het United States Census Bureau geschat op 6785, een daling van 241 (-3.4%).

## Geografie
Volgens het United States Census Bureau beslaat de plaats een oppervlakte van 7,2 km², waarvan 7,1 km² land en 0,1 km² water. Fort Bragg ligt op ongeveer 95 m boven zeeniveau.
Ten noorden van Fort Bragg ligt onder meer Glass Beach, onderdeel van het MacKerricher State Park. Dit strand is bekend door de grote hoeveelheid strandglas die hier te vinden is.

## Plaatsen in de nabije omgeving
De onderstaande figuur toont nabijgelegen plaatsen in een straal van 64 km rond Fort Bragg.

## Geboren
- Jim Ross (1952), professioneel worstelcommentator, professioneel worstelscheidsrechter en bedrijfsbestuurder